# Gradovi dizajna (UNESCO)
UNESCO-ov projekt gradovi dizajna dio je šire mreže kreativnih gradova. Mreža kreativnih gradova je pokrenuta 2004. godine i ima gradove članove u sedam kreativnih područja. Ta područja su: dizajn, obrt i tradicionalna umjetnost, glazba, film, gastronomija, književnost i medijska umjetnost.

## Kriteriji za UNESCO-ve gradove dizajna
Da bi bili odobreni kao gradovi dizajna, gradovi moraju ispuniti niz kriterija koje je postavio UNESCO.
Gradovi dizajna proglašeni UNESCO-om dijele slične karakteristike kao što su uspostavljena industrija dizajna; kulturni krajolik održavan projektiranjem i izgrađeni okoliš (arhitektura, urbanizam, javni prostori, spomenici, prijevoz); škole dizajna i istraživački centri dizajna; aktivne grupe dizajnera s kontinuiranim djelovanjem na lokalnoj i nacionalnoj razini; iskustvo u održavanju sajmova, događanja i izložbi posvećenih dizajnu; prilika za lokalne dizajnere i urbaniste da iskoriste lokalne materijale i urbane/prirodne uvjete; kreativne industrije vođene dizajnom kao što su arhitektura i interijeri, moda i tekstil, nakit i dodaci, interakcijski dizajn, urbani dizajn, održivi dizajn.
Postoji 40 gradova dizajna:
| Grad          | Zemlja                     | Godina upisa |
| ------------- | -------------------------- | ------------ |
| Asahikawa     | Japan                      | 2019         |
| Baku          | Azerbajdžan                | 2019         |
| Bandung       | Indonezija                 | 2015         |
| Bangkok       | Tajland                    | 2019         |
| Beijing       | NR Kina                    | 2012         |
| Berlin        | Njemačka                   | 2006         |
| Bilbao        | Španjolska                 | 2014         |
| Brasília      | Brazil                     | 2017         |
| Budapest      | Mađarska                   | 2015         |
| Buenos Aires  | Argentina                  | 2005         |
| Cape Town     | JAR                        | 2017         |
| Cebu City     | Filipini                   | 2019         |
| Curitiba      | Brazil                     | 2014         |
| Detroit       | SAD                        | 2015         |
| Dubai         | Ujedinjeni Arapski Emirati | 2018         |
| Dundee        | Ujedinjeno Kraljevstvo     | 2014         |
| Fortaleza     | Brazil                     | 2019         |
| Geelong       | Australija                 | 2017         |
| Graz          | Austrija                   | 2011         |
| Hanoi         | Vijetnam                   | 2019         |
| Helsinki      | Finska                     | 2014         |
| Istanbul      | Turska                     | 2017         |
| Kaunas        | Litva                      | 2015         |
| Kobe          | Japan                      | 2008         |
| Kolding       | Danska                     | 2017         |
| Kortrijk      | Belgija                    | 2017         |
| Medellín      | Kolumbija                  | 2018         |
| Mexico City   | Meksiko                    | 2017         |
| Montreal      | Kanada                     | 2006         |
| Muharraq      | Bahrein                    | 2019         |
| Nagoya        | Japan                      | 2008         |
| Puebla        | Meksiko                    | 2015         |
| Querétaro     | Meksiko                    | 2019         |
| Saint-Etienne | Francuska                  | 2010         |
| San José      | Kostarika                  | 2019         |
| Seoul         | Južna Koreja               | 2010         |
| Shanghai      | NR Kina                    | 2010         |
| Shenzhen      | NR Kina                    | 2008         |
| Singapore     | Singapur                   | 2015         |
| Turin         | Italija                    | 2014         |
| Wuhan         | NR Kina                    | 2017         |